# Tony Robinson
Tony Robinson (født 15. august 1946 i Leytonstone i London) er en engelsk skuespiller, forfatter, tv-vært og politiker. Han er mest kendt som Baldrick i BBC komedien Blackadder og som programvært for Time Team og The Worst Jobs in History på den engelske TV-kanal Channel 4. Robinson er også politisk aktivist, medlem af Labour Party og har deltaget i partiets nationale centralkomite. Han har også skrevet 16 børnebøger.
Robinson blev i 2013 udnævnt til Knight Bachelor. Han blev dermed adlet og fik ret til at føre tiltaleformen sir foran sit navn.

## Udvalgt filmografi
- Brannigan (1975) – Messenger
- Blackadder (1983–1989, 1999) – Baldrick
- The Young Ones (1984–Episodens titel «Bambi») – Dr. Not-The-Nine-O'clock-News
- Maid Marian and her Merry Men (1989–1994) – Sheriff of Nottingham samt ide og manus
- The Neverending Story III (1994) – Engywook (mandlig gnom)
- Blood and Honey (1991) – Programleder (fortæller)
- My Wonderful Life (1997–1999) – Alan
- Faeries (1999) – Broom (stemme)
- Time Team (1994–present) – Programleder
- Romans (documentary) (2003) – Programleder
- Britain's Real Monarch (2004) – Programleder
- Spider-Plant Man (2005) – Robin
- Codex (2006–) – Programleder
- Terry Pratchett's Hogfather (2006) – Vernon Crumley
- The Doomsday Code (2008) – Programleder
- Catastrophe (2008) – Programleder
- Big Top (2009)
- Airline (UK TV-serie) – Fortæller
- Hotell Babylon – Arthur – Serie 4, Episode 3 (2009)
- Jam TV (2009) – Som sig selv, episode 5
- Man on Earth (2009) – Programleder
- Codex (2011–) – Programleder